# Bambuí

Bambuí es un municipio brasileño del estado de Minas Gerais.
De acuerdo con el censo realizado por el IBGE en 2010, su población es de 22.709 habitantes. El municipio tiene un área total de 1453,99 km² y está a 270 km de distancia de Belo Horizonte. El municipio se localiza en el centro-oeste minero, próximo a Sierra de la Canastra, donde nace el Río São Francisco.